# Terra Indígena Parakanã
A Terra Indígena Parakanã é uma terra indígena localizada no estado brasileiro do Pará. Regularizada e tradicionalmente ocupada, tem uma área de 351 000 hectares e uma população de 814 pessoas, do povo Parakanã.